# Liste der Monuments historiques in Pichanges
Die Liste der Monuments historiques in Pichanges führt die Monuments historiques in der französischen Gemeinde Pichanges auf.

## Liste der Immobilien
| Bezeichnung                  | Beschreibung           | Standort               | Kennzeichnung | Schutzstatus | Datum | Bild           |
| ---------------------------- | ---------------------- | ---------------------- | ------------- | ------------ | ----- | -------------- |
| Kirche St-Laurent-et-St-Marc | ab dem 13. Jahrhundert | Rue de l’Eglise (Lage) | PA00112584    | Classé       | 1909  | weitere Bilder |